# Nilba e os Desastronautas
Nilba e os Desastronautas é uma série de desenho animado brasileira criada por Ale McHaddo e produzida pela 44 Toons em co-produção com a Fundação Padre Anchieta.
A série, que foi exibida pela TV Rá-Tim-Bum de 4 de dezembro de 2010 a 2012, foi reexibida pelos canais Gloob e TV Cultura (no Quintal da Cultura) de 1 de abril de 2013 a 30 de junho de 2017 (apenas para o Gloob) e até 2020 (apenas para a TV Cultura)
A série é uma paródia de séries no gênero ficção científica (como Perdidos no Espaço e Star Trek), também referenciando desenhos animados em geral; também é conhecida como umas das primeiras séries brasileiras a serem transmitidas em canais norte-americanos, como Starz Kids e Family Channel; no mercado internacional a série recebeu o nome de Newbie and the Disasternauts.

## Enredo
A série gira em torno do cotidiano de uma tripulação de astronautas russos que estão presos num planeta chamado Lua Ervilha. O protagonista Nilton Bawsk acabou se tornando capitão da S.S. Genivald após uma tentativa de brincar de astronauta comprando uma viagem espacial, da qual ele mesmo se ofereceu pra pilotar estando na companhia de seu tutor Albert, sua prima Laika e uma tripulação improvisada do serviço. No entanto sua tentativa de se tornar capitão acaba dando errado ao fazer a nave cair num satélite distante se despedaçando e forçando todos a ficarem presos por lá usando a tal nave como base-casa.
Cada episódio gira em torno das estripulias de Nilba e seus amigos pela Lua Ervilha, a maior parte dos episódios focando na busca deles voltarem pra Terra, enquanto outros mostram as tentativas fracassadas do alienígena Zürduqui em querer se infiltrar na nave. Sempre ocorrem referências e paródias a diversos desenhos animados, geralmente em menções, personagens semelhantes ou mesmo episódios focados praticamente nisso de forma cômica.

## Personagens
- Nilton "Nilba" Bawsk - É o personagem principal. Um garoto ingênuo de 9 anos que é o capitão da tripulação S.S. Genivald. Ele se tornou capitão após uma tentativa fracassada de ir ao espaço com suas poucas economias junto de seu amigo Albert e sua prima Laika, além de uma tripulação reserva, tendo consequências indo parar na Lua Ervilha ao tentar pilotar a nave. Ele pode ser considerado um garoto egoísta e mimado já que sempre tem o que ele quer e quase nunca ajuda os outros. Além disso adora levar as coisas na brincadeira mesmo nas horas sérias, causando problemas. Mesmo não sendo um capitão de verdade ele adora se exibir e ter postura de líder. Seus pais nunca foram vistos fora em uma foto e também em um disfarce do Zürduqui para tentar enganá-lo. Sua principal frase é "Babuska" (uma referência ao asteróide 36060 Babuska, que significa velhinha em russo) dita toda vez que se anima ou desanima com algo.
- Albert II - Um chimpanzé falante que é mentor de Nilba. Ele sempre age com maturidade ao contrário de Nilba e detesta quando ele faz algo errado que mete eles e a tripulação em perigo. Muitas vezes se mostra sério embora constantemente tenha ataques de risos a toa quanto as coisas que o Nilba faz geralmente esperneando "Você é uma piada viva! Você não existe!". Ele também demonstra sofrer de asma já que sempre está respirando com seu aparelho. Além disso constantemente faz citações de personagens da cultura popular em suas frases como por exemplo: "Pelo relógio do Ben 10", "Pelo pai do Luke Skywalker", "Pelos tentáculos do Lula Molusco", entre outros. Como mostrado no episódio De Onde Viemos ele já morava com Nilba antes mesmo deles irem pra Lua Ervilha.
- Laika Bawsk - É a prima adolescente de Nilba. Ela entrou na equipe após Nilba convidá-la para viajar junto dele no espaço consequentemente também ficando presa na Lua Ervilha. Diferente de Nilba ela se mostra ser muito mais esperta e madura que ele chegando muitas vezes a ajudar a equipe nas missões. Assim como seu primo ela também não teve seus pais revelados no desenho. É mostrado no episódio A Amiga que ela tem uma amiga que acaba indo para na Lua Ervilha em busca de encontrá-la que acaba virando alvo de paixão do Nilba.
- Dona Hilda - A cozinheira da S.S. Genivald. É ela a responsável por fazer a comida da tripulação fazendo, vários pratos estranhos com os alimentos achados pela Lua Ervilha, mas que mesmo assim os tripulantes demonstram comerem normalmente. Como revelado no episódio De Onde Viemos ela era copeira da E.I.T.A., a organização que financiou a viagem da equipe antes de fazer da tripulação. Ela também é a mais velha da tripulação e possui um cabelo estilo Princesa Leia da série Star Wars.
- Dr. Roger - É o cientista da S.S. Genivald. Ele é o responsável por estudar todos os fenômenos da Lua Ervilha e fazer inveções para ajudar a tripulação. Ele tem uma personalidade muito calma. Como revelado no episódio De Onde Viemos ele trabalhava na E.I.T.A. antes de fazer parte da tripulação. Está sempre trabalhando em seu laboratório raramente aparecendo fora da nave.
- Sr. Zabarowsk "Zaba" - O mecânico da S.S. Genivald. É o responsável por monitorar os equipamentos da nave. Ele tem uma personalidade muito calma e lenta assim como Roger. Como revelado no episódio De Onde Viemos ele cuidava da manutenção do prédio da E.I.T.A. antes de fazer parte da programação. Seu melhor amigo é o robô Contralt que ele constantemente conserta. Raramente é visto fora da nave ou em missões.
- Contralt Del Valle - É um robô vermelho da S.S. Genivald. Não se sabe qual é a sua função na equipe, embora geralmente sirva de microfone pro Nilba quando faz reunião com toda tripulação. Como visto no episódio Colecione Todos ele é um robôs cheio de falhas que está sempre entrando em pane, embora isso não seja mostrado nos demais episódios. Como revelado no episódio De Onde Viemos ele era uma máquina da E.I.T.A. que acabou por se tornar um robô ao entrar na tripulação da S.S. Genivald junto com os outros.
- Sr. Dawsons - Um membro da S.S. Genivald. Ele é o responsável pela segurança da tripulação, embora que nunca isso seja mostrado no desenho. Assim como os demais membros da equipe ele trabalhava na E.I.T.A. antes de fazer parte da tripulação. Como mostrado no episódio Colecione Todos, Nilba o admira e tenta ser um aventureiro e lutador que nem ele embora nunca tenha sido visto lutando.
- Zürduqui - É o principal vilão do desenho. Um alienígena auto proclamado soberano da Lua Ervilha que tenta obter a todo custo informações de Nilba e sua equipe para poder dominar a nave. Está sempre andando com seu ajudante atrapalhado Yürkult que o auxilia em seus planos, mas sempre acaba se dando mal no final. Ele é um alienígena cinza, sem cabelos, com uma cabeça grande, sem nariz e orelhas, além de um grande manto roxo. Curiosamente é possível notar que no quarto de Nilba há um boneco dele em meio aos seus brinquedos.
- Yürkut - É o ajudante atrapalhado de Zürduqui. Está sempre ajudando seu mestre em seus planos embora demonstre não ser inteligente além de ter um cérebro muito pequeno como mostrado no episódio Fique por Dentro. Ele é um alienígena verde e magro, sem nariz e orelhas, além de olhos distorcidos e um corpo torto. No episódio Natal na Lua Ervilha é revelado que ele na verdade é um clone do Zürduqui que era pra ser um pouco menos esperto que ele, mas acabou saindo errado.

## Dublagem
- Nilba - Alex Minei
- Albert - Raphael Camacho
- Contralt - Tiaggo Guimarães
- Laika - Thainá Almeida
- Dawsons - Tiaggo Guimarães
- Dona Hilda - Laudi Regina
- Dr. Roger - Sidney César
- Yürkut - Mauro Castro
- Zürduqui - Sidney César
- Zaba - Vágner Santos
- Estúdio: Luminus